# Mananara fasciata
Mananara fasciata är en insektsart som beskrevs av Vitaly Michailovitsh Dirsh 1962. Mananara fasciata ingår i släktet Mananara och familjen gräshoppor. Inga underarter finns listade i Catalogue of Life.